# Vilar de Barrio
Vilar de Barrio és un municipi de la província d'Ourense a Galícia. Pertany a la Comarca da Limia.
| 3.220 | 3.499 | 3.713 | 3.952 | 1.914 |
| Fonts: INE i IGE (Els criteris de registre censal variaren i les dades de l'INE i de l'IGE poden no coincidir.) |       |       |       |       |